# 鹿港鹽場

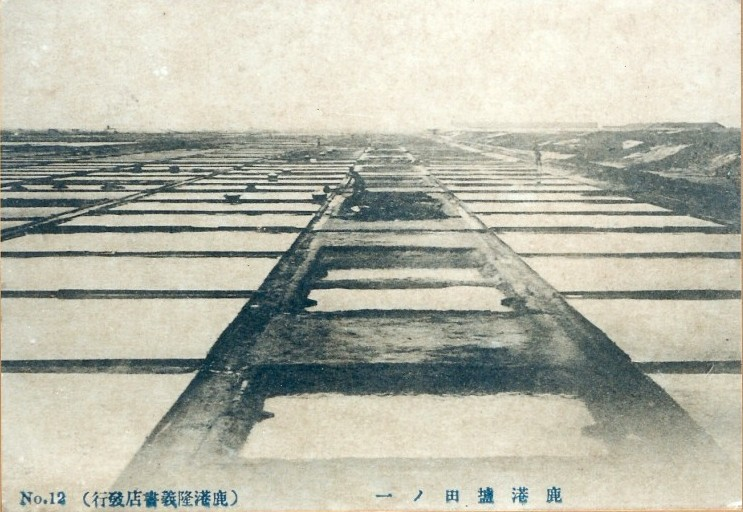
日治時期鹿港的鹽田

鹿港鹽場是臺灣在二次大戰後由臺灣製鹽總廠所設的六大鹽場之一，位在彰化縣鹿港鎮西北沿海地帶，其內包括了臺灣日治時期由辜顯榮申請開墾的鹽田（第一、二生產區）與施來等37人申請開墾的鹽田（第三生產區）。一度是臺灣最大鹽場，但是最後還是因先天條件不佳而廢晒，改為農田或魚塭。

## 沿革

### 鹽場
在清朝的時候，鹿港即是臺灣中部重要鹽銷售地，不過並未設置鹽場。到了日治時期，出身自鹿港的富紳辜顯榮見鹿港因港灣淤淺、逐漸失去航利而沒落，於是計畫將海埔地開闢成鹽田。而在明治三十三年（1900年）向臺灣總督府申請獲准後，他便成立「大豐拓殖株式會社」，共開闢了250多甲的鹽田。而在這之後，鹿港人施來等37人也申請開闢鹽田，成立「鹿港製鹽株式會社」，其所開闢的199餘甲鹽田便位在辜氏鹽田的附近。在大正三年（1914年）時，一度成為全臺最大的鹽場。1933年，大豐拓殖株式會社更名為「大和拓殖株式會社」。後來兩處鹽田因為臺灣總督府推行鹽業一元化政策，都在昭和十六年（1941年）時被臺灣製鹽株式會社強制收購。
二次大戰結束後，鹿港鹽田被「臺灣製鹽總廠鹿港鹽場公署」接收，由於鹽場先天條件不良，且在二戰遭盟軍破壞，在接收之時已荒廢了80餘甲，故已想將鹽田改成其他經濟使用。民國三十九（1950年），臺灣省參議會正式建議鹿港鹽場改墾。民國四十（1951年），鹽務局邀請農復會指派專家數度勘查，經評估便已打算廢曬，而此時的鹽田開曬面積已降至125公頃，但因水利設施無法配合等因素，直到民國四十八年（1959年）鹽田毀於八七水災後才正式分期廢曬，共花了六年才全部洗去鹽分以改良土壤。其中第一、二生產區於民國五十一年（1962年）正式完全廢曬，區內土地交由中華民國行政院退輔會開墾成魚塭以輔導農民轉業；第三生產區於民國五十三年（1964年）正式廢曬，改為農地並放領給農民。

### 鹽場管理單位
1899年4月，臺灣總督府實施台灣食鹽專賣，在鹿港街設置了「鹿港鹽務局」，以鹿港天后宮作為臨時廳舍，並陸續招募民間開闢鹽田。1901年6月，因應專賣局成立，鹿港鹽務局改為「專賣局鹿港支局」。1905年，食鹽貯藏倉庫（第一倉庫）完工。1907年11月，專賣局鹿港支局廳舍完工，位於第一倉庫旁。1936年9月，在大豐拓殖株式會社事務所旁興建「粉碎鹽工場」，將食鹽製造方式由天日鹽改為粉碎鹽。專賣局在1941年徵收民間的製鹽業者後，便在同年4月1日，將鹿港出張所遷至原大和拓殖的事務所，並在此設第二倉庫。
二戰後，專賣局鹿港出張所改為「財政部臺灣鹽務管理局鹿港鹽場公署」。後來在鹿港鹽場撤廢之際，於1958年5月，在第一倉庫設立隸屬退輔會的「彰化水產養殖場」，於1974年2月改為「魚殖管理處彰化分場」，後因收益減少而在1999年裁撤，此土地在之後委託鋐洲有限公司管理，目前為鋐洲生技有機農場。

## 先天不利因素
鹿港鹽場是一個先天環境欠佳的鹽場，其北有洋子厝溪，南有鹿港溪，除導致沿岸海水被沖淡外，還導致外灘淤積嚴重，其地勢比鹽場高而造成除大潮之外鹽場取水困難的問題。此外又由於東北季風帶來的雨量，除導致風力大的冬季不利曬鹽，也使得鹿港的大汛期（高產量期）與其他南部鹽場不同，是在8－11月（其他鹽場是3－5月）。
日治時期為解決給水問題，曾在昭和十三年（1938年）試圖用水泥管接海水進來，但施工不久後便放棄。而民國三十七年（1948年）也曾建有可容納3萬噸海水的儲水池，但仍不足以解決問題。在情形之下，從日治時期便開始有部分鹽田改成農田，但之後因為開闢鹽田所費不貲，業主不肯輕易放棄，再加上鹽民轉業困難等因素，鹿港鹽場一直拖到民國五十三年（1964年）才整個廢曬，走入歷史中。

## 其他
鹿港文人洪棄生當年對於鹿港鹽場的開闢，抱持著負面的看法。他認為開闢鹽田有利鹿港居民的官方說法，事實上只不過是利用民間資金來讓日本官方收取厚利而已。此外他還提到開闢鹽田阻擋了水流，導致山洪來襲時洪水難以宣洩反而造成居民損失。